# Hammarsjön
Hammarsjön er en sø i Kristianstads kommun i det nordøstlige Skåne i Sverige. Hammarsjön er en lavvandet slettesø, gennemløbet af Helgeå. Den er en del af Kristianstads vattenrike og har et rigt fugleliv. Rundt om søen findes flere spillepladser, hvor man kan betragte fuglelivet fra fugletårne. Specielt interessante steder er Ekenabben på østsiden og Åsums enge på vestsiden. Også Helgeå nord for Hammarsjön er af stor interesse for fuglekiggere. 
Hammarsjön havde tidligere en vig øst for Kristianstads centrum, Nosabysjön eller Nosabyviken. Den blev afvandet og tørlagt af den engelske ingeniør John Milner mellem 1859 og 1870. Her findes Sveriges laveste punkt og her ligger også byens sygehus. Langs diget mod Hammarsjön, som blev forstærket efter oversvømmelser i 2002, går jernbanelinjen mellem Kristianstad og Åhus.